# Estadio Khalifa bin Zayed
El Estadio Khalifa bin Zayed anteriormente Estadio Internacional Sheikh Khalifa (en árabe: ستاد الشيخ خليفة الدولي), es un Estadio multiusos ubicado en la ciudad de Al Ain, en los Emiratos Árabes Unidos. El estadio fue construido en 1996 y posee una capacidad de 16 000 asientos. Desde 1996 a 2014 fue el estadio del Al-Ain Football Club, año en que el club inauguró su nuevo estadio el Hazza bin Zayed.
El estadio ha albergado importantes torneos internacionales como la Copa Mundial de Fútbol Juvenil de 2003 y la Copa Mundial de Fútbol Sub-17 de 2013. También fue una de las sedes de la Copa Asiática 2019.

## Eventos de fútbol

### Copa Asiática 2019
- El estadio albergó seis partidos de la Copa Asiática 2019.
| Fecha               | Selección #1    | Resultado          | Selección #2 | Ronda            | Espectadores |
| ------------------- | --------------- | ------------------ | ------------ | ---------------- | ------------ |
| 7 de enero de 2019  | China           | 2 - 1              | Kirguistán   | Grupo C          | 1839         |
| 10 de enero de 2019 | Jordania        | 2 - 0              | Siria        | Grupo B          | 9152         |
| 13 de enero de 2019 | Corea del Norte | 0 - 6              | Catar        | Grupo E          | 452          |
| 15 de enero de 2019 | Australia       | 3 - 2              | Siria        | Grupo B          | 10 492       |
| 17 de enero de 2019 | Japón           | 2 - 1              | Uzbekistán   | Grupo F          | 7005         |
| 21 de enero de 2019 | Australia       | 0 - 0 (4 - 2 pen.) | Uzbekistán   | Octavos de final | 6809         |